# اچ‌ام‌اس ئی۲۴
اچ‌ام‌اس ئی۲۴ (به انگلیسی: HMS E24) یک زیردریایی بود که طول آن ۱۸۱ فوت (۵۵ متر) بود. این زیردریایی در سال ۱۹۱۵ ساخته شد.